# باتريسيو كامبس
باتريسيو كامبس (بالإسبانية: Patricio Camps)‏ هو لاعب كرة قدم أرجنتيني، ولد في 22 يناير 1972 في بوينس آيرس في الأرجنتين. شارك مع منتخب الأرجنتين لكرة القدم. أما مع النوادي، فقد لعب مع أوليمبيا أسونسيون وبانفيلد وفيليز سارسفيلد وكيلمس ونادي باوك ونادي تيكوس.

## مسيرته الكروية
لعب باتريسيو كامبس خلال مسيرته الاحترافية مع 6 أندية في خمسة عشر موسمًا وسجل خلالها 82 هدفًا ضمن 305 مباراة. حيث فاز في موسم واحد بالكأس وفي ثلاثة مواسم بالدوري.
خاض باتريسيو كامبس مسيرته مع نادي فيليز سارسفيلد في موسم 1991–92 في المرة الأولى ولمدة موسمين ثم في موسم 1995–96 ليلعب معه سبعة مواسم ثم في موسم 2001–02 لمدة موسم واحد، مشاركًا طوالها في 208 مباراة سجل خلالها 70 هدف. ثم انتقل إلى نادي بانفيلد في موسم 1994–95 لمدة موسم واحد، حيث شارك في 29 مباراة سجل خلالها 4 أهداف. لينتقل بعدها إلى نادي باوك في موسم 2000–01 لمدة موسم واحد، مشاركًا في 9 مباريات ولم يسجل أي هدف. ثم انتقل إلى نادي تيكوس في موسم 2002–03 لمدة موسم واحد، مشاركًا في 33 مباراة سجل خلالها 5 أهداف. هذا وانتقل لاحقًا إلى نادي كيلمس في موسم 2003–04 لمدة موسم واحد، مشاركًا في 15 مباراة ولم يسجل أي هدف. ثم انتقل بعدها إلى نادي أوليمبيا أسونسيون ما بين عامي 2004 و2005 لمدة موسم واحد، مشاركًا في 11 مباراة سجل خلالها 3 أهداف.

## وصلات خارجية
- باتريسيو كامبس على موقع الاتحاد الدولي (مؤرشف)  (الإنجليزية)
- باتريسيو كامبس على موقع قاعدة بيانات كرة القدم.إي يو (الإنجليزية)
- باتريسيو كامبس على موقع ناشيونال فوتبول تيمز (الإنجليزية)